# DR-Baureihe VT 18.16
Die Baureihe VT 18.16 (ab 1970: Baureihe 175, „Bauart Görlitz“) sind dieselhydraulische Schnellverbrennungstriebwagen (SVT) der Deutschen Reichsbahn (DR).

## Geschichte
Die VT 18.16 sind Dieseltriebzüge für den hochwertigen Reisezugdienst und waren insbesondere für den internationalen Einsatz vorgesehen. Die infragekommenden Strecken waren nicht durchgehend elektrifiziert. Zusätzlich hatten sich im europäischen Netz vier Bahnstromsysteme herausgebildet und betriebsfeste Mehrsystemfahrzeuge standen erst am Anfang der Entwicklung. Wie viele andere Bahnverwaltungen zur selben Zeit entschied sich die Deutsche Reichsbahn deshalb für die Beschaffung von Dieseltriebzügen. Sie wurden ab 1963 vom VEB Waggonbau Görlitz gebaut.
Die Baumustereinheit war mit zwei 900-PS-Motoren ausgestattet und für 160 km/h zugelassen; daher stammt die Bezeichnung VT (für Verbrennungstriebwagen), 18 (für 1800 PS) und 16 (für 160 km/h). Die Serientriebwagen erhielten Motoren mit 1000 PS. Der Baumusterzug war mit den anderen Zügen nicht kuppelbar und wurde 1977 ausgemustert. Neben acht Triebzügen wurden sechs Einheitsmittelwagen (VMe) und zwei Reservemaschinenwagen (VTa 09 und 10, später 175 017 und 019) gebaut.
Das Design stammt von Hans Gutheil und Günter Köhler (1929–1988).
Auf die Ausstattung und den Zustand wurde großer Wert gelegt, die Bewirtung im Zug war deutlich besser als in anderen DR-Zügen.

## Einsatz
Die Fahrzeuge kamen im internationalen Verkehr nach Skandinavien, Österreich und in die Tschechoslowakei zum Einsatz. Bekannt war der Zuglauf als Vindobona über Prag nach Wien. Die Züge von und nach Skandinavien verkehrten aufgrund der Länge der Eisenbahnfähren nur mit zwei Mittelwagen.
Ende der 1970er Jahre reichte bei vielen mit den SVT der Reihe 175 gefahrenen Zugläufen die Platzkapazität nicht mehr aus, sodass die meisten dieser Züge auf lokbespannte Garnituren umgestellt wurden. Als Vindobona verkehrten die SVT dieser Reihe letztmals 1979 nach Wien – hier waren die Ausgleichszahlungen der ÖBB der Grund, da diese keine geeigneten Triebwagen zum turnusgemäßen Einsatz für diese Verbindung mehr besaßen. Die letzten internationalen Einsätze wurden Anfang der 1980er Jahre als Karlex und Karola nach Karlsbad gefahren.
Die letzten Einsatzgebiete der Züge waren die Verbindung Bahnhof Berlin Zoologischer Garten–Leipzig Hauptbahnhof zur Leipziger Messe und die Schnellzüge Berlin–Bautzen Mitte der 1980er Jahre. Danach wurden die Züge schrittweise abgestellt. Eine Zuggarnitur wurde 1972 beim Eisenbahnunfall von Schweinsburg-Culten so schwer beschädigt, dass die Wagen 175 004, 175 403 und 175 501 (je ein VTa, VMd und VMe) ausgemustert werden mussten. Der Zug wurde durch die Umnummerierung des VT 175 017 in 004II und den Umbau eines VMe in den VMd 175 403II wieder vervollständigt.
Die SVT 18.16 verkehrten auf folgenden Strecken:
- Berlinaren: Berlin – Malmö (mit der Seestrecke Sassnitz–Trelleborg)
- Karlex: Berlin – Karlsbad
- Karola: Leipzig – Karlsbad
- Neptun: Berlin – Kopenhagen (mit der Seestrecke Warnemünde–Gedser)
- Vindobona: Berlin – Prag – Wien
- Berlin – Bautzen, der sogenannte „Sorbenexpress“

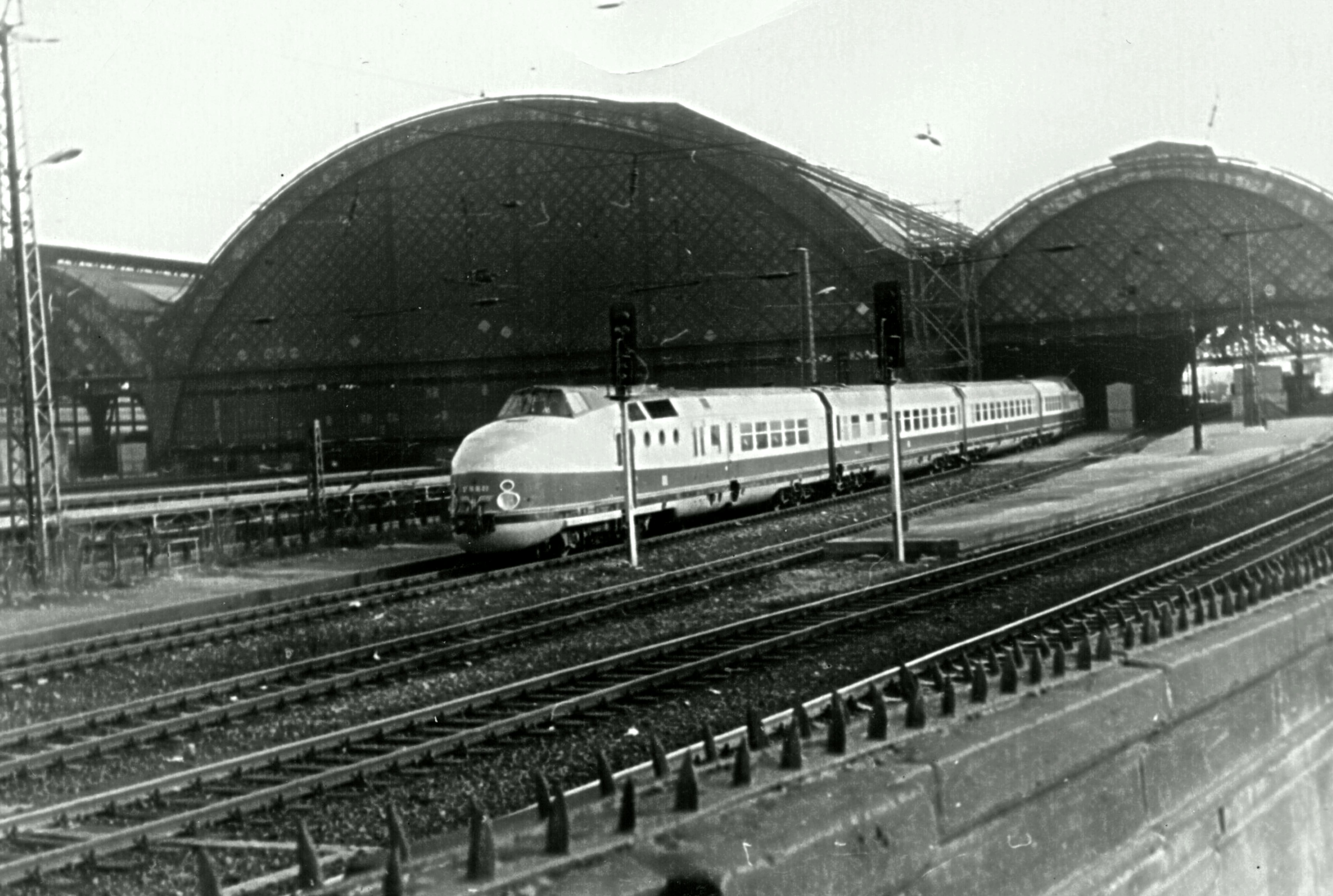
VT 18.16-175 005 in Dresden Hauptbahnhof (Mai 1967)
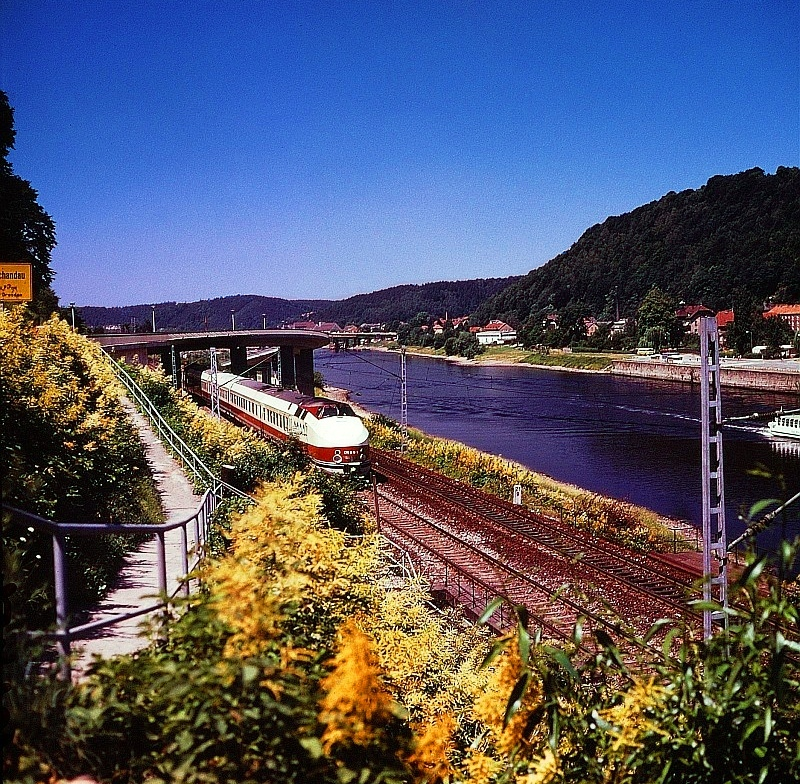
Triebzug der Reihe 175 Ende der 1970er Jahre als Vindobona auf der Elbtalbahn in Bad Schandau
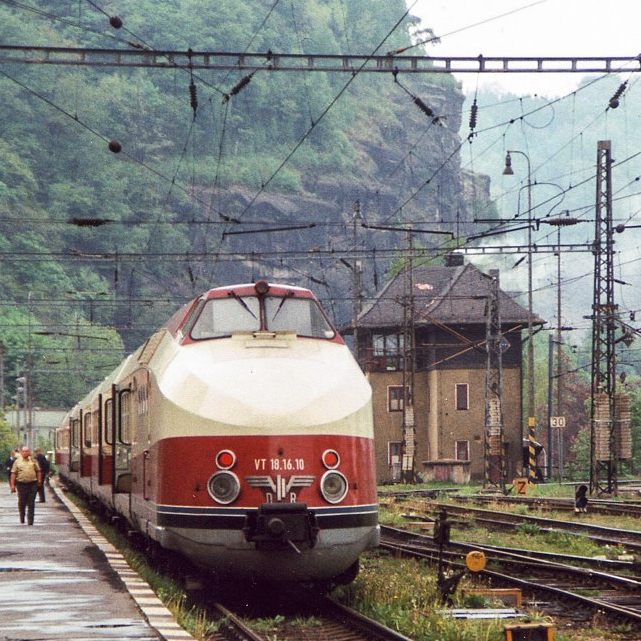
VT 18.16.10 in Děčín (Mai 1998)
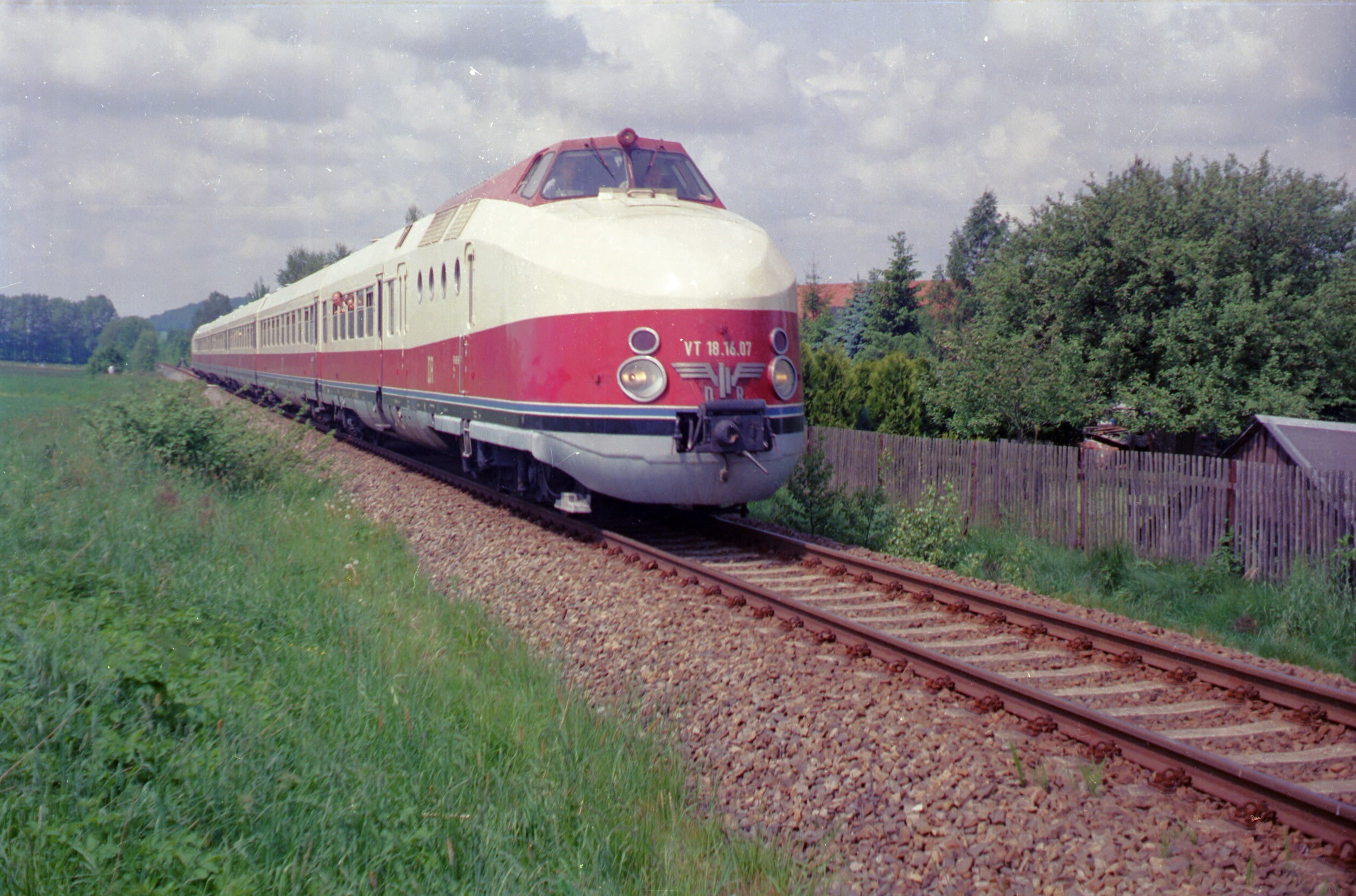
VT 18.16.07 auf einer Sonderfahrt durch Langenwolmsdorf (Mai 2002)

## Verbleib

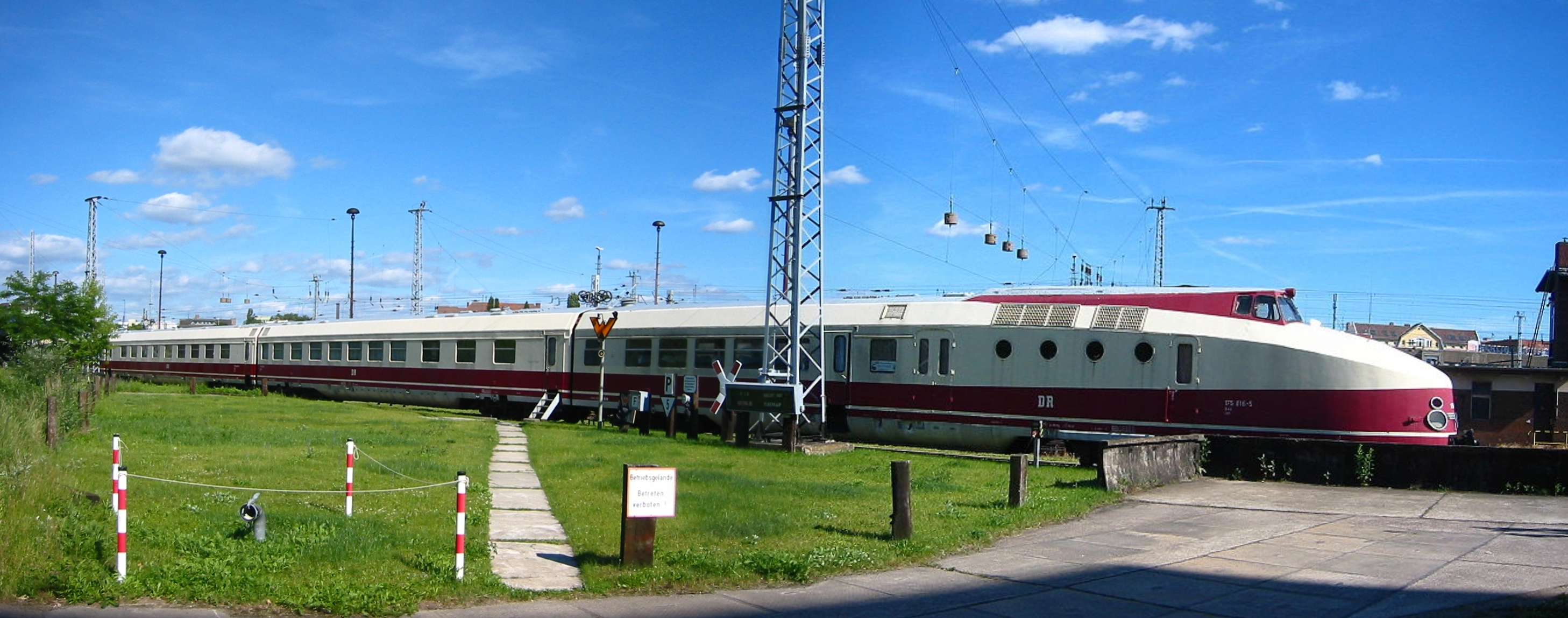
Blick von Norden auf die in Berlin-Lichtenberg abgestellte Garnitur (hier der Triebwagen 175 015)

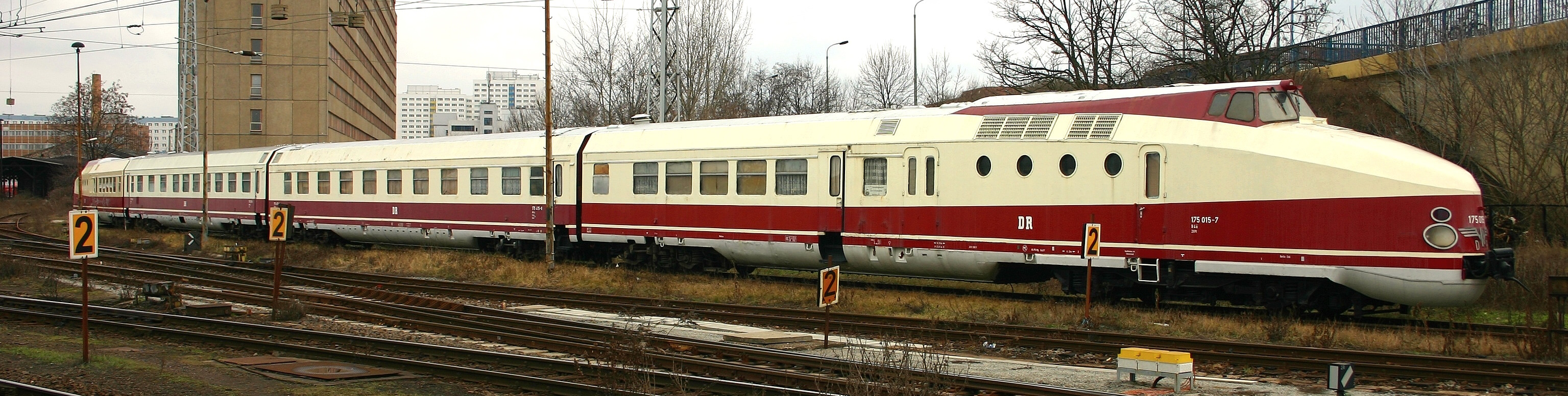
Blick von Süden auf die in Berlin-Lichtenberg abgestellte Garnitur (hier der andere Triebwagen 175 016)

Anfang der 1990er Jahre existierte nur noch eine betriebsbereite Einheit (175 019, 313, 413, 014 sowie die Einheitsmittelwagen 175 509 und 511), die fortan als Museumszug der DR diente. Sie erhielt 1992 die neue Baureihennummer 675 und wurde bis 2003 noch für das Nostalgieprogramm der DB genutzt; im April 2003 ging diese auf Abschiedstour durch Deutschland und das benachbarte europäische Ausland. Mit Fristablauf im April 2003 wurde sie abgestellt und in den Bestand des DB-Museums Nürnberg aufgenommen.
Die Einheit war bis zum 30. Juli 2014 jahrelang im Betriebsbahnhof Berlin-Rummelsburg abgestellt. Dann wurde sie für den Verein Arbeitsgemeinschaft Osthavelländische Kreisbahnen zum Bahnhof Ketzin umgesetzt, wo sie nach und nach aufgearbeitet werden sollte. Im Frühjahr 2018 kam der Zug nach Nürnberg, wo er auf dem Freigelände des DB-Museums in einer Sonderausstellung neben dem westdeutschen VT 11.5 (TEE) ausgestellt wurde. Am 23. März 2019 wurde die mittlerweile in Lichtenfels wieder komplettierte sechsteilige Einheit auf Initiative der im Jahr 2018 gegründeten SVT Görlitz gGmbH nach Dresden überführt und in einer Halle witterungsgeschützt untergestellt. An der betriebsfähigen Aufarbeitung des Zuges wird seither gearbeitet, wozu im September 2019 eine Spendenaktion gestartet wurde.
Im September 2021 wurde der erste Wagen, der VMd 1./2.-Klasse-Abteilwagen durch die Firma RailAdventure zur Aufarbeitung nach Halberstadt überführt, ins Werk der dortigen Firma VIS Verkehrs Industrie Systeme. Die Gesamtkosten für die betriebsfähige Aufarbeitung werden von der SVT Görlitz gGmbH auf ca. 5 Millionen Euro geschätzt. Dafür reichte der Bund 2020 eine Förderung von rund 3,37 Millionen Euro aus. Der Freistaat Sachsen förderte das Vorhaben 2021 mit weiteren 300.000 Euro aus dem Vermögen von Parteien und Massenorganisationen der DDR.
Im April 2023 befanden sich die Motorwagen 07 und 10 ebenfalls bei der VIS in Halberstadt. Die Motoren kamen zur Aufarbeitung in die Captrain-Werkstatt in Pirna, die Drehgestelle ins Ostmecklenburgische Bahnwerk Neustrelitz (OMB). Zeitgleich wurde der Mittelwagen 175 405 der Zuggarnitur der solaris Verwaltungs-GmbH aus Chemnitz übernommen (siehe unten). Ein weiterer Meilenstein der Aufarbeitung wurde am 4. Dezember 2024 erreicht, als beim Triebwagen 175 010 in Halberstadt erstmals wieder der Motor angelassen wurde. Im Frühsommer 2025 soll die Inbetriebnahme des Zuges erfolgen und die komplette Zuggarnitur dauerhaft nach Radebeul Ost umziehen. Im Herbst des Jahres soll der VT 18.16.07 + VT 18.16.10 zu seinen ersten mehrtägigen Sonderfahrten nach Hamburg, Sylt und Prag starten.
Am Bahnhof Berlin-Lichtenberg steht als zweite Einheit die nicht einsatzfähige 175 015–016, die sich im Bestand des DB-Museums befindet und von einer Freizeitgruppe der Stiftung Bahn-Sozialwerk stationär erhalten wird. Die dritte noch existierende Einheit ist der Zug 175 005–006 sowie der Speisewagen VMc 175 305 (der Jugendclubzug „Ernst Thälmann“ des zentralen Jugendobjektes zur Elektrifizierung von Eisenbahnstrecken), er befand sich von 2007 bis 2024 als Dauerleihgabe der solaris Verwaltungs-GmbH im Sächsischen Eisenbahnmuseum Chemnitz-Hilbersdorf; zwischen dem 30. September und dem 1. Oktober 2024 wurde er mit Tiefladern wieder auf das Gelände der solaris am Bahnhof Chemnitz-Kappel gebracht, wo er bereits vor 2007 als Gaststättenbetrieb abgestellt stand. Der Mittelwagen 175 405 wurde zum 24. März 2023 von der SVT Görlitz gGmbH übernommen und bereits in der Nacht vom 22. zum 23. März 2023 von dem Gelände der solaris Verwaltungs-GmbH zum Sächsischen Eisenbahnmuseum Chemnitz-Hilbersdorf auf der Straße mittels Schwertransport überführt. Am 4. Mai 2023 wurde der Mittelwagen durch die Firma RailAdventure nach Dresden-Altstadt überführt.
Im Juni 2025 wurden weitere Fortschritte bei der Restaurierung gemeldet und eine Wiederaufnahme von Passagierfahrten für September 2025 angekündigt, die im Juli auf unbestimmte Zeit nach 2026 verschoben wurden.
| Maschinenwagen            | Standort           | Eigentümer                     | Status                                           |
| ------------------------- | ------------------ | ------------------------------ | ------------------------------------------------ |
| 175 005–006               | Chemnitz-Kappel    | solaris Verwaltungs-GmbH       | nicht betriebsfähig, Aufarbeitung als Gaststätte |
| VT 18.16.07 + VT 18.16.10 | Dresden-Altstadt   | DB Museum Nürnberg             | betriebsfähige Aufarbeitung                      |
| 175 015–016               | Berlin-Lichtenberg | BSW-Gruppe, Leihgabe DB Museum | nicht betriebsfähig                              |

## Technik

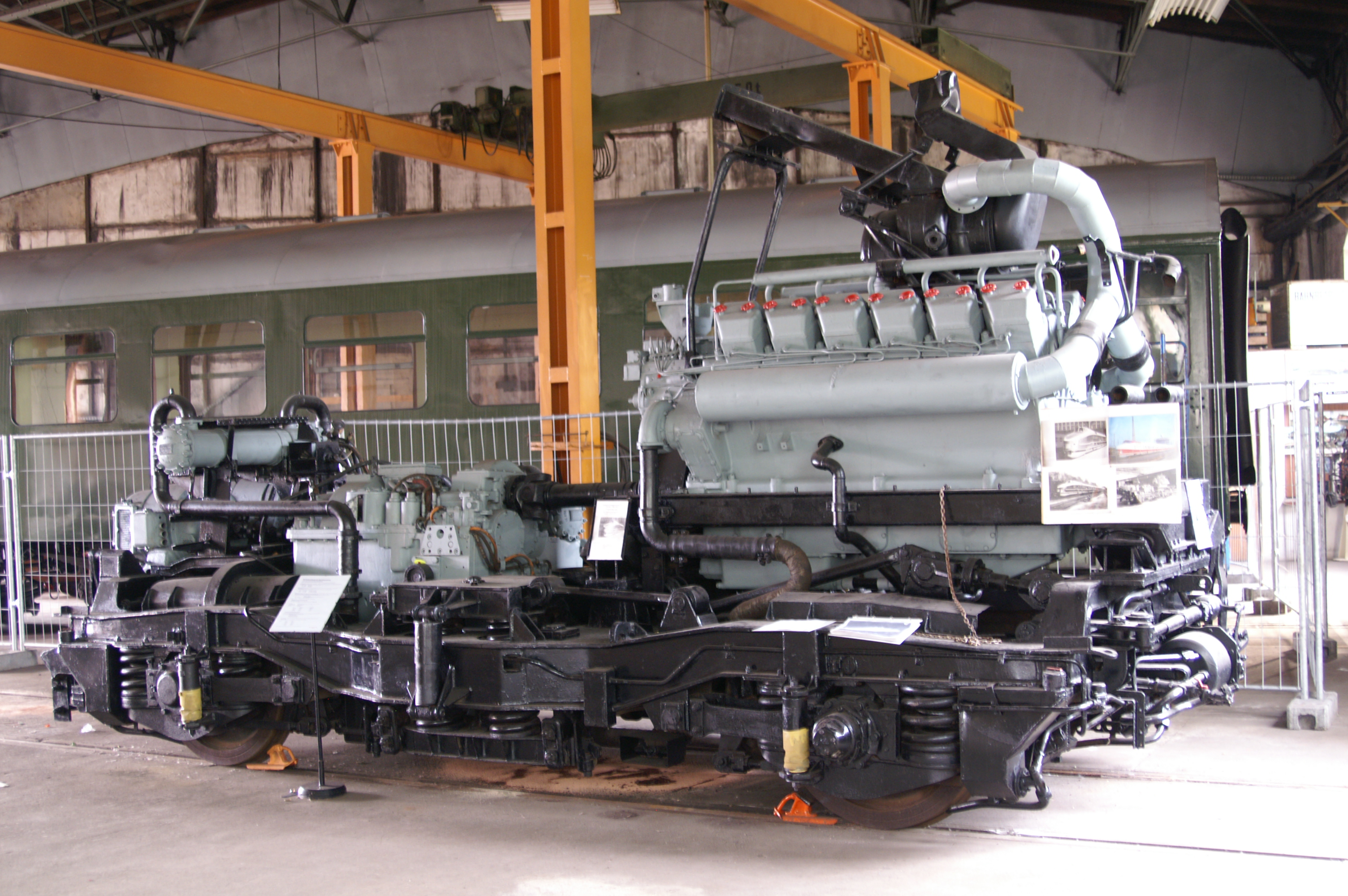
Maschinendrehgestell eines VT 18.16 mit Dieselmotor und Getriebe

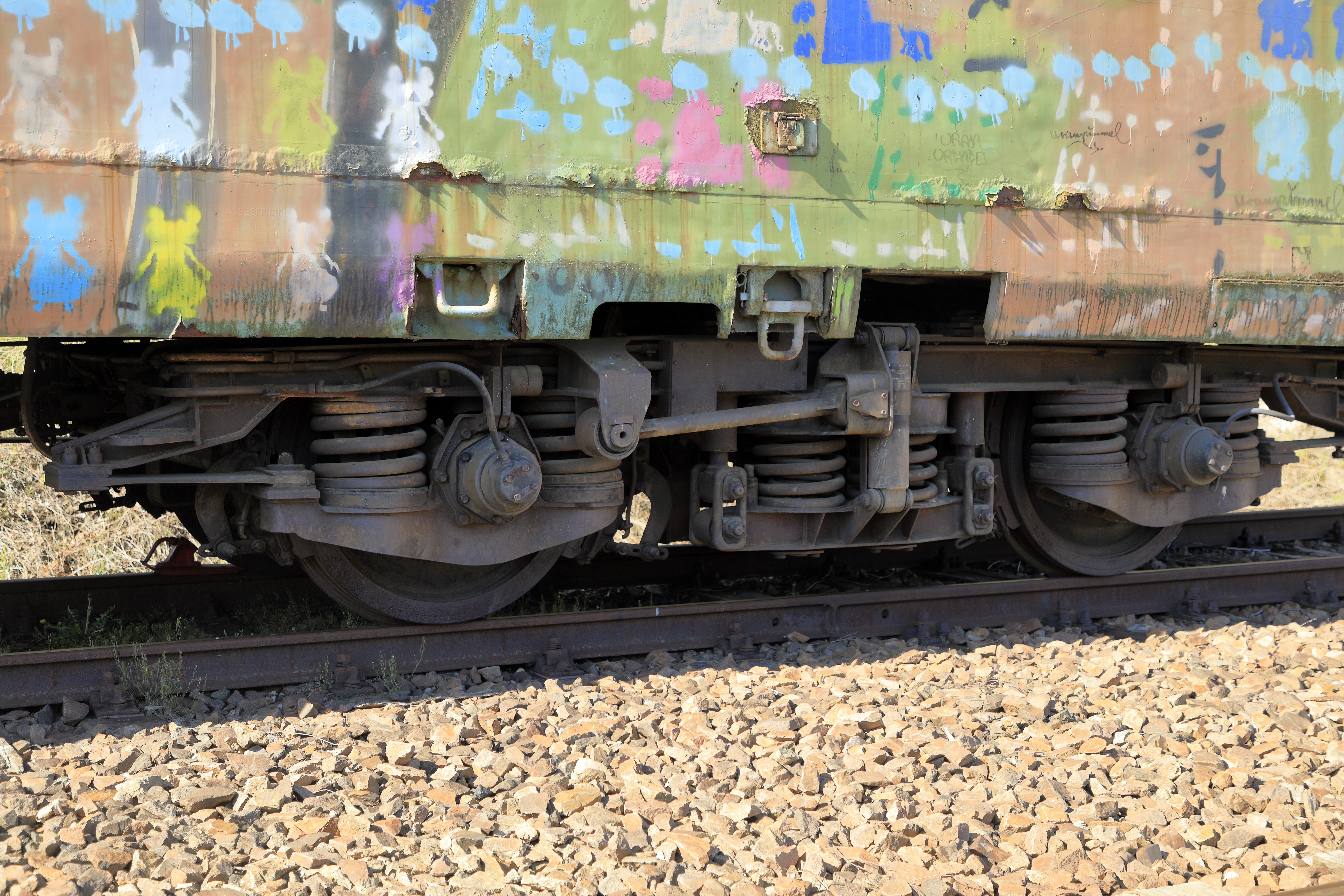
Laufdrehgestell mit zusätzlichen Achslenkern

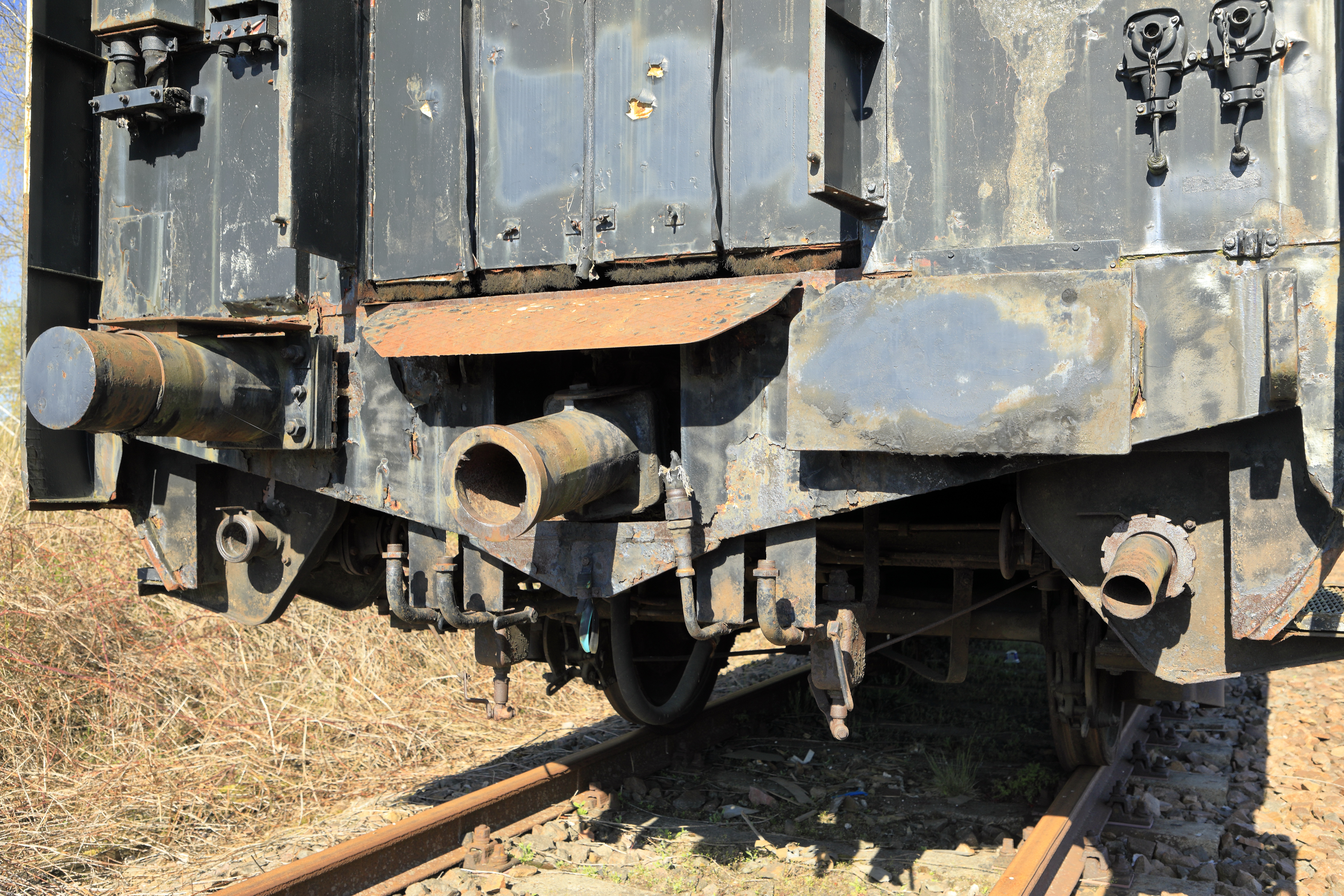
Kurzkupplung eines VMd, Seite zum Endwagen mit Dämpfungspuffer, Stoßplatte, darunterliegenden Heizkupplungen und Bremsluftverbindungen

Das Grundkonzept der Triebzüge basiert auf der Kruckenberg-Konstruktion DR 137 155, allerdings ohne Jakobs-Drehgestelle. Dadurch ist die Anzahl der Wagen variabel, eine Einheit konnte mit zwei bis vier Mittelwagen verkehren. Die maschinentechnische Ausrüstung ist auf je einen End- und den benachbarten Mittelwagen verteilt, letztere enthalten unter anderem die Komponenten für die Druckluftversorgung. Die Endwagen erhielten je einen der in den Diesellokomotiven der Baureihe V 180 bewährten Motoren des Typs 12 KVD 18/21 (Zwölfzylinder-Kurzhub-Viertaktdieselmotor) vom VEB Motorenwerk Johannisthal in Berlin. Anfangs hatten die Motoren eine Leistung von 900 PS, später wurde die Leistung auf 1000 PS (736 kW) gesteigert. Zur Leistungsübertragung dient je ein Dreiwandlerströmungsgetriebe L 306 RT von Voith St. Pölten, das zusammen mit dem Dieselmotor direkt in das Maschinendrehgestell eingebaut ist. Über Gelenkwellen und Achsgetriebe werden beide Radsätze in diesem Drehgestell angetrieben. Die Radsatzlager und die Primärfederung ähnelt den entsprechenden Teilen der Drehgestellbauart Görlitz V, sie sind gegenüber dieser Bauart verstärkt und für die Zugkraftübertragung mit zusätzlichen Achslenkern ausgerüstet.
Der Einbau der gesamten Antriebsanlage in die Enddrehgestelle bedingte deren großen Achsstand von vier Metern, wegen der Masseverteilung ist die Abstützung der Sekundärfederung asymmetrisch. Der Dieselmotor liegt im Maschinenraum hinter dem Führerstand, zwischen diesem und dem Einstiegsraum für die Reisenden befindet sich noch ein kleines Dienst- bzw. Postabteil mit eigenen, zweiflügeligen Außentüren. Durch den Einsatz der Maschinendrehgestelle ist der Wagenkasten der Endwagen vom Antrieb vollständig entkoppelt, was für einen guten Fahrkomfort in diesen sorgt.
Die Fahrgasträume in den Endwagen sind Großräume der zweiten Wagenklasse mit drehbaren Doppelsitzen, die aus der früheren DDR-Flugzeugindustrie stammen. Sie können wahlweise in Fahrtrichtung oder paarweise zueinander zu Vierersitzgruppen gedreht werden. Einer der Mittelwagen ist als Abteilwagen der ersten Klasse ausgerüstet, der zweite enthält drei Abteile der zweiten Klasse und den Speiseraum mit Küche. Für den Betrieb als Fünf- und Sechswagenzug wurden zusätzliche Einheitsmittelwagen VMe als Abteilwagen der zweiten Klasse beschafft. Vier- und fünfteilig erreichten die Züge eine Geschwindigkeit von 160 km/h, mit sechs Wagen waren 140 km/h möglich.
Die immer erforderlichen Mittelwagen VMc und VMd werden zusammen mit den dazugehörenden Endwagen durch eine Warmwasserheizung vom Kühlwasser der Dieselmotoren beheizt. Dafür gibt es zusätzliche Heizverbindungen auf beiden Seiten unter den Dämpfungspuffern und hinter den Trittkästen. Für den Heizbetrieb bei stehenden Dieselmotoren gibt es in beiden Endwagen ein zusätzliches Ölheizgerät.
Die Laufdrehgestelle waren von der Bauart Görlitz V abgeleitet worden. Sämtliche Radsätze sind rollengelagert und klotzgebremst, die Bauart der Knorr-Druckluftbremse mit Einheitswirkung ist KE-R-Mg, ein Zugartenwechsel ist nicht vorgesehen. Die Wagen einer Einheit sind untereinander mit Schalenmuffenkupplungen mit Dämpfungspuffern und zusätzlichen Leitungskupplungen verbunden, die Betriebskupplungen an den Enden der Einheiten sind Scharfenbergkupplungen mit Kontaktaufsätzen. Diese Kupplungen kuppeln auch die Druckluftleitungen mit. Die Schalenmuffenkupplungen sind echte Kurzkupplungen, die Wagenkästen mussten deshalb nicht wie bei Reisezugwagen mit Gummiwulstübergängen über die Kopfstücke vorgezogen werden. Die Einheiten erhielten PZB-Fahrzeuggeräte der Bauart I60.
Die Einstiegstüren sind Drehfalttüren, bei der Prototypeinheit gab es dagegen Taschenschiebetüren. Die Türaufteilung ist unregelmäßiger als bei Regelreisezugwagen. In den Endwagen gibt es einen Einstiegsraum etwa in Wagenmitte zwischen Postabteil und Fahrgastraum mit Türen auf beiden Seiten. Im jeweils folgenden Mittelwagen folgt hinter dem Wagenübergang ein Einstiegsraum mit Türen auf beiden Seiten. Am folgenden Ende gibt es nur einen Einstieg auf der in Fahrtrichtung rechten Wagenseite. Der Einstieg auf der anderen Seite liegt im folgenden Wagen, vergleichbar mit den zwei- und dreiachsigen Rekowagen. Die Einheitsmittelwagen VMe weisen zwei diagonal angeordnete Einstiegstüren auf, damit liegt bei jeder möglichen Zugbildung an allen Wagenübergängen je ein Einstieg pro Seite.
Bei den Fenstern sind wie bei den Modernisierungswagen drei Viertel feststehend, das obere Viertel kann mit einer Kurbeleinrichtung nach oben geöffnet werden.

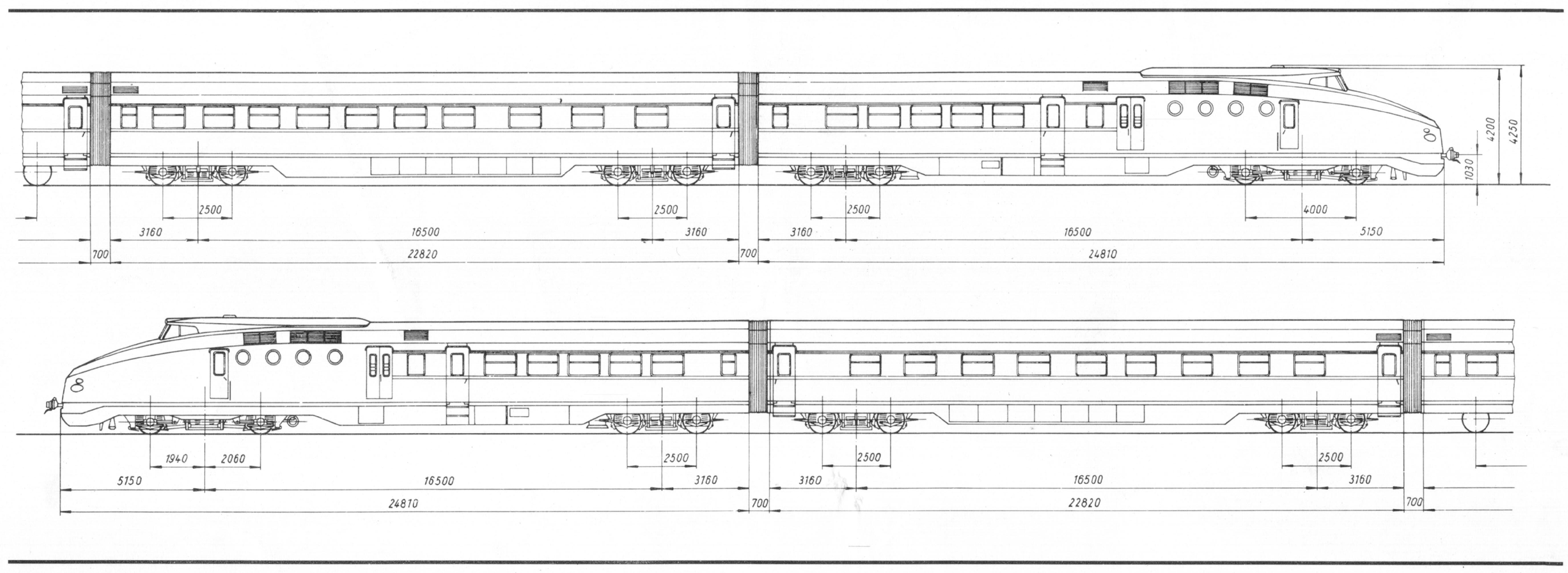
Ausschnitt einer technischen Zeichnung des Baumusterzuges